# Exelastini
De Exelastini zijn een geslachtengroep van vlinders in de familie van de vedermotten (Pterophoridae).

## Geslachten
- Antarches
- Arcoptilia
- Exelastis
- Fuscoptilia
- Marasmarcha